# Jean Garnault
Pour les articles homonymes, voir Garnault.
Jean Garnault, né le 1er juillet 1925 à Paris et mort le 5 décembre 2023 à Auxerre, est un dirigeant sportif et homme politique français. Il est maire d'Auxerre de 1998 à 2001.

## Biographie

### Contexte familial
La famille de Jean Garnault est originaire de Noyers-sur-Serein dans l’Yonne en région Bourgogne-Franche-Comté, et s'installe à Paris lorsque son père y trouve du travail. C'est pour cela que Jean naît à Paris en 1925. Sa famille retourne ensuite en Bourgogne et s'installe à Auxerre. Il entre ainsi à l'Association de la jeunesse auxerroise (AJA), où il est enfant de chœur.

### Auxerre
À l'AJA, Jean pratique le football, le basket-ball et l'athlétisme. En 1948, il devient l'un des dirigeants de la section football. En 1958, Georges Heissat, le président de la section football devient président général de l'AJA. Jean Garnault lui succède à la tête de la section football. En 1961, il propose à Guy Roux de revenir jouer à l'AJ Auxerre. Celui-ci accepte à condition d'être entraîneur-joueur. Bien que sceptique, le comité directeur de l'AJA accepte car faute de moyens, Guy Roux est la solution la moins onéreuse pour entraîner l'équipe de football. En 1963, il se présente à la Ligue de Bourgogne de football afin d'y faire entendre la voix du football auxerrois et icaunais. Il est élu et occupe les fonctions de trésorier (1963-1967), puis de président (1967-septembre 1992).

### Fédération française de football
Jean Garnault fait également carrière au sein de la Fédération française de football. En 1969, il entre à la commission centrale des statuts et règlements. À partir de 1976, il siège à la fédération d'appel et en 1980, il entre au conseil fédéral.  
En 1984, il devient trésorier de la FFF. En 1986, il est nommé chef de la délégation française pour la Coupe du monde de football de 1986 au Mexique, puis chef de la délégation française pour l'Euro 92 en Suède.

### Carrière politique
Parallèlement à sa carrière de dirigeant sportif, Jean Garnault effectue une carrière politique. Lors des élections municipales de 1965, il entre au conseil municipal d'Auxerre en étant colistier de Jean Moreau, le maire sortant. En 1998, Jean-Pierre Soisson quitte son poste de maire d'Auxerre en raison du cumul des mandats. Garnault est élu maire le 5 avril 1998 et le demeure jusqu'à la fin du mandat en mars 2001.

### Décès
Il meurt le 5 décembre 2023, âgé de 98 ans.

## Décorations
Il est promu officier de l'ordre national du Mérite en 1983.